# バルトゥン県
バルトゥン県(バルトゥンけん、トルコ語: Bartın ili)は、北西トルコ、黒海地方の県。北を黒海に面しており、西から時計回りにカスタモヌ、カラビュック、ゾングルダク各県と接している。
バルトゥンにはとても古い木造建築が残っており、この地域以外では見られない。また、古代はアマストリスとして知られたアマスラも古くからの港町として知られる。この町にはふたつの要塞島、多くの古代建築、レストランなどがあり、観光に力を入れている。

## 下位自治体
- バルトゥン（Bartın）
- アマスラ（Amasra）
- クルジャシレ（Kurucaşile）
- ウルス（Ulus）